# Jordan Sepho
Jordan Sepho, född 8 december 1998, är en fransk rugbyspelare. Han ingick i det franska lag som tog guld i sjumannarugby vid OS 2024 i Paris.